# Municipio de Richmond (condado de Macomb)
El municipio de Richmond (en inglés: Richmond Township) es un municipio ubicado en el condado de Macomb en el estado estadounidense de Míchigan. En el año 2010 tenía una población de 3665 habitantes y una densidad poblacional de 37,69 personas por km².

## Geografía
El municipio de Richmond se encuentra ubicado en las coordenadas 42°51′3″N 82°48′26″O / 42.85083, -82.80722. Según la Oficina del Censo de los Estados Unidos, el municipio tiene una superficie total de 97.25 km², de la cual 97.1 km² corresponden a tierra firme y (0.15%) 0.15 km² es agua.

## Demografía
Según el censo de 2010, había 3665 personas residiendo en el municipio de Richmond. La densidad de población era de 37,69 hab./km². De los 3665 habitantes, el municipio de Richmond estaba compuesto por el 96.51% blancos, el 0.87% eran afroamericanos, el 0.41% eran amerindios, el 0.08% eran asiáticos, el 0.03% eran isleños del Pacífico, el 0.87% eran de otras razas y el 1.23% pertenecían a dos o más razas. Del total de la población el 1.83% eran hispanos o latinos de cualquier raza.